# Elena Cârstea
Elena Cârstea (n. 26 februarie 1962, Agnita, județul Sibiu) este o solistă de muzică ușoară/pop, compozitoare și textieră. Este recunoscuta pe plan international pentru piesa „Nu sunt perfecta”.
A absolvit în anul 1981 liceul de artă din Sibiu și încă de la 16 ani și-a format primul grup alături de Ioan Gyuri Pascu. Formația celor doi s-a numit Trandafirii negri. A cântat de mic copil alături de sora sa în formații muzicale școlare.

## Biografie
A terminat Liceul pedagogic din Sibiu.
Debutează la „Melodii'83” cu piesa proprie, „Ochii tăi”, obținând Premiul publicului.
Colaborează cu grupul Star 2000 a lui Petre Geambașu pentru un turneu în Emiratele Arabe Unite. În perioada 1982-1986 este solista formațiilor Cornel Verban și Alexandru Wilmany.
Din 1990 a efectuat turnee în SUA, Germania, Canada, Regatul Unit. În 1996 semnează albumul de versuri Poezele pentru Vipi, ilustrat de Ștefan Popa-Popas. Din 1994 este director artistic la complexul artistic Vox Maris.
În 1999 înființează și este președinte de onoare al Sindicatului Interpreților și Compozitorilor Liberi Profesioniști.
În luna iulie 2009 a fost diagnosticată de medici cu anevrism cerebral. Operația a decurs cu succes. În 2013, după refacerea în urma intervenției chirurgicale,  s-a hotărât să participe la Eurovision în cadrul selecției naționale. Piesa cu care a concurat, intitulată „Spinning”, a fost scrisă de ea însăși, iar muzica de Cristian Faur.

## Premii
- 1983: Obține premiul publicului la festivalul Melodii 83 cu piesa „Ochii tăi”
- 1995: Llocul I la festivalul de la Izmir, Turcia
- 1996, Radio Contact o desemnează cea mai bună interpretă a anului din partea Radio Contact
- 1998: Locul I la Coven, Irlanda
- 1998: Premiul al III-lea în Egipt cu piesa „Every time u walk away”
- 1999: Locul I pentru piesa „Gelozie”, la Vilnius, Lituania și locul al II-lea pentru piesa „Noi”
- 2000: Premiul I pentru piesa „Let's change the world”, compoziție proprie
- 2000: Premiul emisiunii Duminica în familie de la Antena 1
- 2006: Premiul Televiziunii Române

Președintele României Ion Iliescu i-a conferit artistei Elena Cârstea la 10 decembrie 2004 Ordinul Meritul Cultural în grad de Cavaler, Categoria B - „Muzică”, „pentru contribuțiile deosebite în activitatea artistică și culturală din țara noastră, pentru promovarea civilizației și istoriei românești”.

## Discografie
- 1989 - „Ochii tăi”
- 1990 - „Someday”
- 1993 - „Colinde” (cu Ștefan Iordache)
- 1993 - „Baladă pentru Sanda”
- 1994 - „O iubire imposibilă”
- 1996 - „5 anotimpuri”
- 1998 - „Nu sunt perfectă”
- 2000 - „Colinde americane”